# Алтуніно (Нижньогородська область)
Алтуніно (рос. Алтунино) — село в Вачському районі Нижньогородської області Російської Федерації.
Населення становить 751 особу. Входить до складу муніципального утворення Казаковська сільрада.

## Історія
Від 2009 року входить до складу муніципального утворення Казаковська сільрада.

## Населення
| 1859 | 1905 | 1926 | 1999 | 2002 | 2010 |
| ---- | ---- | ---- | ---- | ---- | ---- |
| 431  | ↗459 | ↗611 | ↗882 | ↘822 | ↘751 |